# Villada
Villada település Spanyolországban, Palencia tartományban. Villada Población de Arroyo, Villalcón, Pozo de Urama, Cisneros, Villacidaler, Santervás de Campos, Grajal de Campos és Escobar de Campos községekkel határos. Lakosainak száma 834 fő (2024).

## Népesség
A település népessége az elmúlt években az alábbi módon változott:
| Lakosok száma | 1272 | 1200 | 1111 | 1090 | 1080 | 1042 | 1002 | 934  | 875  | 834  |
|               | 2001 | 2004 | 2007 | 2009 | 2012 | 2014 | 2017 | 2019 | 2022 | 2024 |